# Utelga spinosa
Utelga spinosa är en plattmaskart som beskrevs av Beklemischev 1927. Utelga spinosa ingår i släktet Utelga och familjen Koinocystididae. Inga underarter finns listade i Catalogue of Life.